# هنری هادسن
هنری هادسون (به انگلیسی: Henry Hudson) ‏ (۱۶۱۱-۱۵۶۰) کاوشگر و جغرافیدان برجسته بریتانیایی در آمریکای شمالی بود.
از اکتشافات او خلیجی به نام او در خاور کانادا مشهور به خلیج هادسون و هم چنین شهر نیویورک در خاور ایالات متحده آمریکا را می‌توان نام برد.
هودسون مدتی در خدمت هلندی‌ها بود و در آن زمان رودخانه‌ای را به نام رود هادسون کشف کرد.